# Dassault Mirage IV
El Dassault Mirage IV fue un bombardero estratégico y avión de reconocimiento aéreo francés de la familia Mirage, diseñado por la Générale Aéronautique Marcel Dassault (actualmente Dassault Aviation) como respuesta a los requerimientos realizados por la República Francesa durante la mitad de los años 50 para la creación de la Force de frappe.
Entró en servicio en el año 1964, convirtiéndose en la punta de lanza de la fuerza de disuasión nuclear francesa. Su carrera duró más de 40 años, cuando fue retirado del servicio en junio de 2005. Sus últimos 10 años desempeñó tareas de reconocimiento aéreo, al ser sustituido en la Force de frappe por el Dassault Mirage 2000N.

## Historia

### Génesis de la disuasión nuclear francesa durante la Cuarta República (1952-1958)
El 18 de octubre de 1945, el presidente del gobierno provisional de la República Francesa, Charles de Gaulle, crea mediante la ordenanza número 45-2563 el Commissariat à l'énergie atomique (CEA), con el siguiente objetivo:  

"...mettre en œuvre l'utilisation de l'énergie atomique dans les domaines de la science, de l'industrie et de la défense nationale."
Ordenanza número 45-2563

"...aplicar la utilización de la energía atómica en los dominios de la ciencia, la industria y la defensa nacional."
traducción al español

En esta primera ordenanza se podía entrever el interés del Gobierno francés por el uso de la energía atómica para el uso militar, aunque el empleo de esta como armamento no se citaba explícitamente.

#### Estudios sobre la Bomba A (1952-1958)

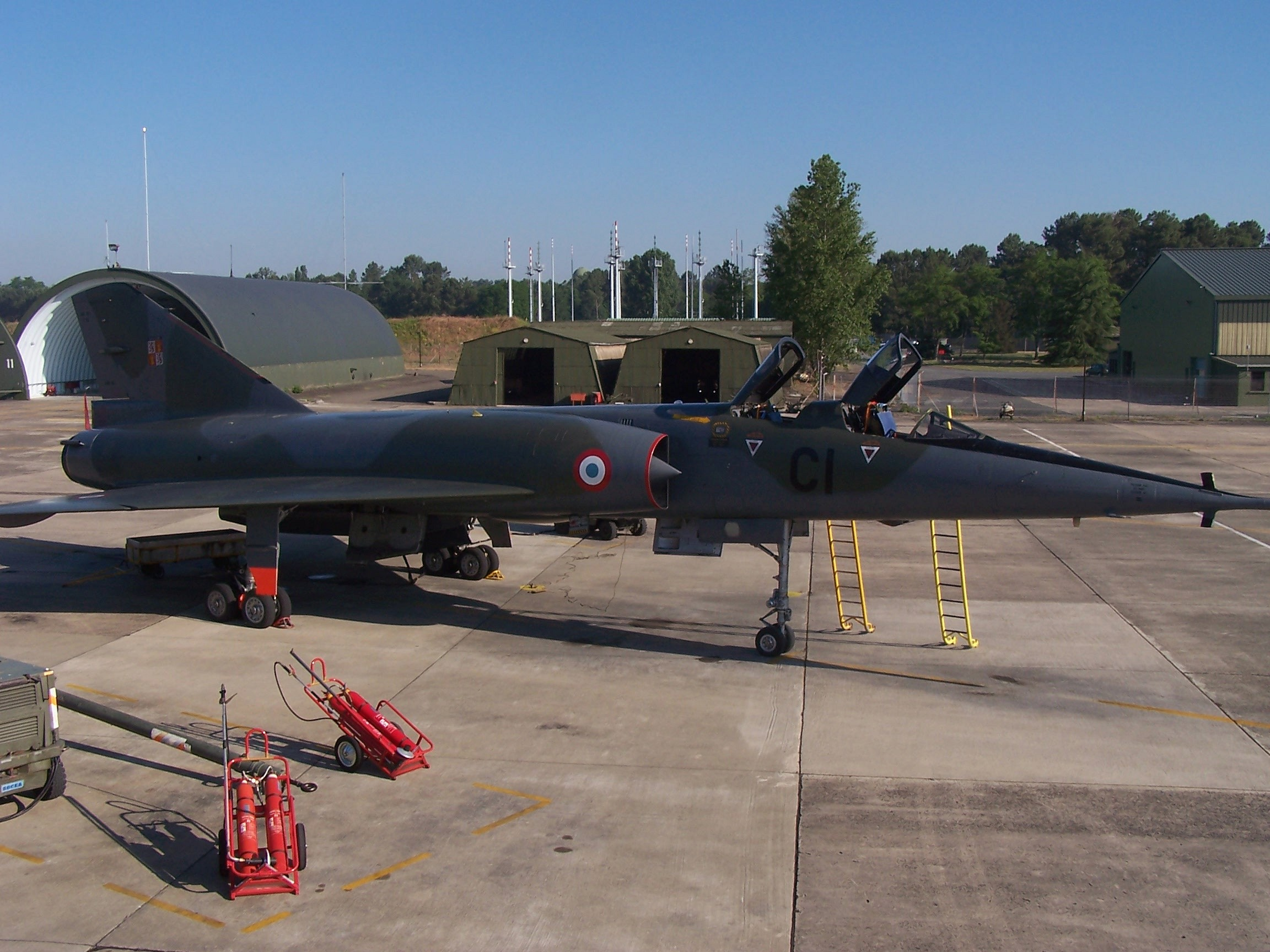
Dassault Mirage IV P, escadron de bombardement 1/91 Gascogne.

La inestabilidad de los gobiernos de la Cuarta República no favorecen la creación de un plan a largo plazo con vistas de dotar a Francia de armamento nuclear. Sin embargo, el 20 de junio de 1952, el presidente del Consejo de Ministros, Antoine Pinay y el Secretario de Estado de Finanzas, Félix Gaillard presentaron un proyecto de ley para la realización de un plan de desarrollo de la energía atómica (1952-1957), que tenía previsto la producción de una cantidad signigicativa de plutonio. Dentro del mismo gobierno, ciertas personas eran favorables al armamento nuclear, otras dudaban de la necesidad de tenerla, mientras que otras eran hostiles a que Francia tuviese este tipo de armamento.
Posteriormente, el 20 de mayo de 1954, el ministro de la Defensa nacional francés, René Pleven, consulta oficialmente a los Secretarios de Estado sobre el programa nuclear de defensa, y el 26 de octubre de 1954, el presidente del Consejo de Ministros, Pierre Mendès France, firma un decreto para la institución de un Alto Comisionado para la aplicación militar de la energía atómica, completado el 4 de noviembre de 1954 por un decreto que establece un Comité sobre los explosivos nucleares.
Finalmente, el 20 de mayo de 1955, durante el segundo mandato gubernamental de Edgar Faure, el CEA, el Secretario de Estado de Finanzas y Asuntos Económicos Jean Gilbert-Jules y el ministro de la Defensa Nacional y de las Fuerzas Armadas Pierre Kœnig, firman un acuerdo, poniendo así fin a los debates parlamentariores de la Cuarta República y deciden financiar la bomba A durante el periodo 1955-1957.
Incluso sin haberlo comunicado, Francia decidió en el año 1955 unirse al "club" poseedor de armas nucleares, y formar parte del Consejo de Seguridad de las Naciones Unidas (EE. UU. en 1945,  Unión Soviética que siguió sus pasos 1949  y Reino Unido en 1952). Otras decisiones fueron la confirmación de esta elección mediante:
- la creación el 5 de diciembre de 1956 del Comité de las Aplicaciones Militares de la Energía Atómica (CEMA)
- la creación el 18 de marzo de 1957 del Comité Mixto del  Ministerio de la Defensa Nacional/CEA para los ensayos nucleares.
- la decisión el 11 de abril de 1958 del presidente del Consejo Félix Gaillard de tomar las medidas necesarias para la ejecución de una primera serie de explosiones experimentales a partir del primer trimestre de 1960.
- la creación el 22 de julio de 1958 de la Dirección de Aplicaciones Militares (DAM) en el seno del CEA.

A pesar de estas decisiones en favor de la construcción del arma nuclear, persiste el problema del vector.
Por otra parte, los Estados Unidos estaban entonces preocupados por la no proliferación nuclear en Europa. Según Yves Le Baut, anciano consejero militar del CEA y después director de la DAM, los Estados Unidos quieren "imponernos (a Francia) una limitación en la libre disposición de materiales nucleares, por tanto prohibirnos la construcción de armamento nuclear nacional".

## Desarrollo
Por la urgente necesidad de poder responder un ataque contra el país, con un avión bombardero de alta velocidad, que pueda lanzar una bomba atómica como una represalia nuclear contra la Unión Soviética en plena guerra fría, se financió la construcción de este sorprendente avión bombardero, que estaba adelantado a su época y es poco conocido en occidente.

### Estudios y prototipos

#### El "avión de represalias" (1955-1958)
El 13 de julio de 1955, el ministro de la Defensa Nacional y de las Fuerzas Armadas, Pierre Koening, aprovechando la derrota de Dien Bien Phu, zanjó de un modo ambiguo el debate entre misil y bombardero estratégico. Solicitó al Secretario de Estado del Ejército del Aire, el inicio del estudio de un avión supersónico apto para volar a baja altitud y denominado pudicamente "avión de represalias". No obstante, los estudios solicitados el 4 de febrero de 1953 y luego el 22 de marzo de 1954 por el Servicio técnico de la aeronáutica (STAé) a los constructores, en lo referente a un interceptador ligero "de menos de 4 toneladas, capaz de ascender a 15.000 metros en 4 minutos, de volar estabilizado a Mach 1,3 para alcanzar por detrás a un aparato hostil, volando a Mach 1 y a una distancia de más de 25 km, de llevar un misil de 200 kg, de regresar a su base y esperar 5 minutos antes de posarse a menos de 180 km/h durante el aterrizaje". Son propuestos varios proyectos dotados del reactor SNECMA Atar 9:
- dos birreactores con ala en flecha y estabilizador bajo, inicialmente previsto para volar a Mach 1,3 y derivado del también birreactor bombardero medio SNCASO SO-4050 Vautour II-B, del cual se llegaron a fabricar 40 unidades (el primero voló el 31 de julio de 1957).[7] A este prototipo se le denominó SO-4060 "Super Vautour".
- dos prototipos de interceptadores monorreactores ligeros con ala en delta SNCASE SE-212 Durandal y entrada de aire situada a proa (en el morro).
- el estudio de interceptadores monorreactores ligeros Générale Aéronautique Marcel Dassault (GAMD) MD-550 Mirage I y Mirage III, con ala en delta.

El secreto consiste en organizar que el bombardero estratégico nuclear sea un desarrollo del futuro interceptador. Como cuenta Jean Cabrière, antiguo director técnico de GAMD, "el ingeniero en jefe (de la STé) Dorlec, propone a los ingenieros de GAMD cuestiones que les dejan perplejos y que tienden hacia un avión cada vez con más combustible para alcanzar un mayor radio de acción, por tanto más grande y más pesado, en detrimento de las cualidades de agilidad que son las que se esperan de un buen caza".
Desde "pequeñas indiscrepciones", hasta el anuncio por parte de la STAé bajo la dirección de Guy Mollet a mediados de octubre de 1956 de que el caza pesado estará equipado con una sola bomba de una tonelada de peso, de 5,5 metros de largo y con un diámetro de 65 cm, explican GAMD y SNCASO que las "reivindicaciones de los ingenieros del Estado tienden a definir un avión de bombardeo".
Tras el fiasco de la crisis del Canal de Suez y el proceso de descolonización, el 16 de octubre de 1956 la STAe especifica las características del bombardero, después, el 15 de noviembre de 1956, informa a GAMD que ha ganado la mano a SNCASO tanto para el intercetador Mirage III-A como para el bombardero de largo alcance Mirage IV. Sin embargo, los ensayos del SO-4060 y del Mirage IV continuaron durante dos años. El 28 de noviembre de 1956, el proyecto del bombardero estratégico equipado de dos motores SNECMA Atar es aprobado por el Ministro de Defensa Nacional y de las Fuerzas Armadas Francesas, Pierre Billote. El fabricante recibió por correo unas especificaciones aún vagas en materia de autonomía (de 2.000 a 4.000 km). Se exhorta "ante los numerosos problemas que se plantean en los vuelos claramente supersónicos de este prototipo (superior a Mach dos), para emprender el proyecto sin esperar otras especificaciones sobre el armamento", de 1.000 a 2.000 kg, donde el adjetivo "nuclear" aún no se ha concretado.
En marzo de 1957, el Mirage IV es aprobado por la STAé, y el comienzo de la fabricación del prototipo es notificado en abril de 1957, esto no significaba que una selección definitiva se haya hecho en favor de la fórmula Mirage. De hecho, el prototipo SNCASO SO-4060 se estaba construyendo en Courbevoie. Este prototipo no volará por falta de tiempo y dinero. Las directrices ministeriales requieren una decisión para finales de 1958 y ninguno de los dos competidores puede volar para esa fecha. A finales de 1957, el ministro solicita de forma imperativa a la DTCA la realización de economías importantes, dando prioridad al avión de represalias. Estas exigencias presupuestarias condenaron la versión del caza todo tiempo SO-4060.

#### El bombardero estratégico (1958)
La GAMD continuó sus estudios para validar la posibilidad de mantener vuelos supersónicos prolongados y reducir la resistencia aumentando la autonomía y, de forma más que improbable, efectuar una penetración de ida y vuelta a alta altitud.

##### Proyectos
Varios proyectos de biplazas con ala en delta fueron propuestos:
- Mirage IV-A, con una superficie alar de 43m², propulsado por motores SNECMA Atar.
- Mirage IV-B de 57 toneladas (31 toneladas de combustible) con una superficie alar de 130m².
- Mirage IV-C, con una superficie alar de 70m², propulsado por reactores provisionales SNECMA Atar 9B de seis toneladas de potencia (con poscombustión).

## Diseño

### Visión general
Es un avión bombardero supersónico pesado, grande, biplaza y bimotor, con diseño de alas en forma de ala en delta, con un tren de aterrizaje alto y reforzado, para misiones de reconocimiento y con la capacidad de transportar un arma nuclear, para responder a un ataque con armas nucleares contra Francia. Equipado con dos grandes motores gemelos de turbina en el fuselaje central, con sistema de postcombustión de combustible y dos grandes toberas de ingreso de aire, a los costados del fuselaje central del avión, justo detrás de la cabina de mando biplaza, con el piloto y navegante sentados en tándem, uno delante de otro; tiene un timón vertical grande y extendido sobre el fuselaje central, entre los motores gemelos; puede transportar 2 grandes tanques de combustible externo bajo sus alas y un pilón de carga de armas bajo el fuselaje central.
Equipado desde el inicio de su desarrollo en la mesa de diseño, con un sistema de reabastecimiento aéreo de combustible tipo canasta y manguera flexible, para aumentar su alcance en combate; tiene un sistema de frenado con paracaídas para poder aterrizar en pistas cortas de aeropuertos comerciales y en algunas bases aéreas militares para aviones de combate convencionales de países aliados. Es un avión bombardero de ala en delta muy maniobrable, que puede despegar y aterrizar desde pistas cortas, ha recibido varias mejoras Up-grade durante toda su vida operativa, como la instalación de cohetes externos para el despegue en la parte trasera del fuselaje bajo los motores, tanques de combustible externos bajo las alas y capacidad para lanzar misiles nucleares, pero el combate contra otros aviones caza de combate no es su tarea, fue diseñado especialmente para responder a un ataque con armas nucleares y volaría escoltado por aviones caza.
No se exportó a otros países por su función muy específica, es un avión grande, pesado, bimotor, de alto costo operativo y aunque su diseño es muy especializado, voló con éxito durante más de 40 años en misiones de patrulla en las zonas de frontera del país, evitando alcanzar velocidades supersónicas para no dañar el fuselaje y los motores, lo que reduciría su vida operativa, aumentando el costo de vuelo por hora y por las reparaciones avanzadas, al fuselaje y los motores, y fue reemplazado recientemente solo por el nuevo caza de peso medio Dassault Rafale, en su versión de reconocimiento y ataque nuclear, después de 40 años de servicio activo.

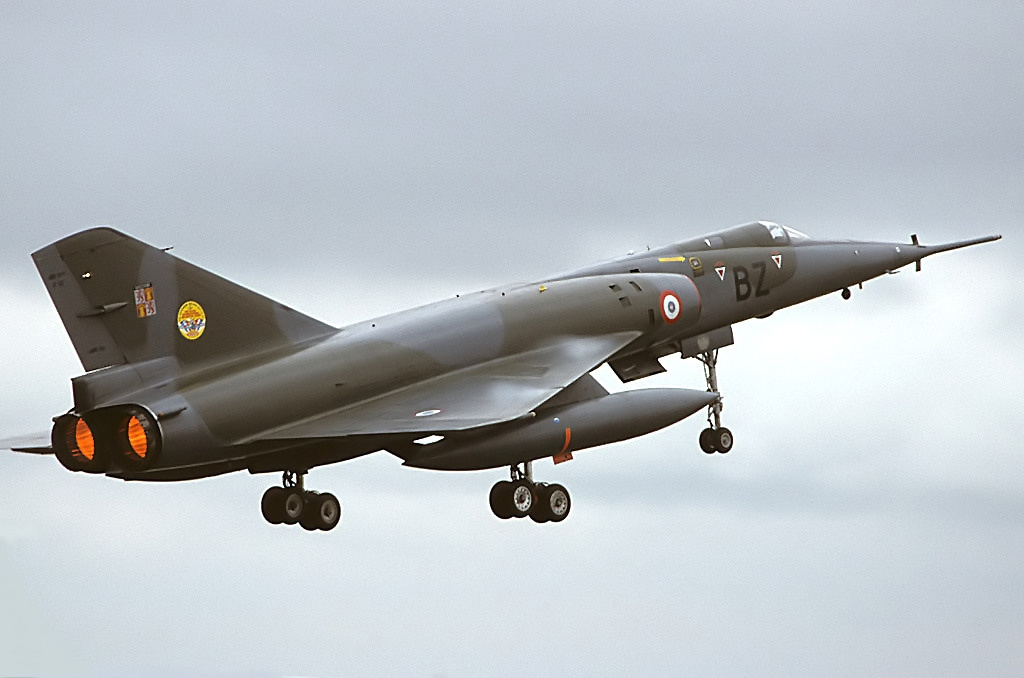
Mirage IVP del escuadrón de reconocimiento estratégico 01.091 tras el despegue, con tanques de combustible externos bajo las alas.

Debido a la aparición de nuevos misiles tácticos con mayor precisión, estos aviones bombarderos supersónicos de largo alcance quedaron obsoletos y no se continuó con el desarrollo de nuevos modelos de producción en serie, debido a su alto costo de producción, mantenimiento, función muy específica de atacar objetivos enemigos con armas nucleares en caso de una guerra convencional o nuclear, capacidad de supervivencia del avión y los pilotos, pero recientemente, con los acuerdos de limitación de armas estratégicas START II entre Rusia y EE. UU. para desmantelar los misiles de alcance medio, se ha iniciado un nuevo programa de diseño y desarrollo para la construcción de nuevos aviones bombarderos supersónicos de largo alcance, que volarán en el nuevo siglo y serán el nuevo surgimiento de este tipo de aviones bombarderos de ala en delta de diseño futurista, que lograron solucionar con éxito varios problemas de diseño y estaban adelantados a su época.

### Configuración general
El Mirage IV tiene un ala en delta muy fina de 3,5% de espesor relativo y con una gran superficie, situada en posición baja y con una flecha acusada de 60° en el borde de ataque, dispone de dos aerofrenos situados cerca de ambas raíces alares.
Está basado en el diseño de ala en delta del caza ligero Mirage III, pero es alrededor del doble del tamaño de éste caza, lleva tres veces más combustible y tiene dos potentes motores montados lado a lado, con pequeñas tomas de aire semicirculares al costado del fuselaje central, con conos de choque. La deriva es de base ancha con el extremo algo redondeado y de gran tamaño, en su parte baja tiene un carenado prominente sobre las toberas de los motores, dentro de la deriva hay un depósito de combustible de unos 500 litros.
La proa del avión es puntiaguda para vuelo supersónico con cierta caída y una sonda para repostaje de combustible muy prominente. El Mirage IV incorpora un tren de aterrizaje triciclo retráctil con 4 ruedas en cada tren posterior y con 2 ruedas en el tren delantero. El Mirage IV está equipado con grandes alerones y aerofrenos, además de un paracaídas de frenado.

## Historia operacional
Se mantuvo volando durante muchos años comisionado en la Fuerza Aérea de Francia, como un avión supersónico de represalia en caso de una guerra no convencional, con capacidad de vuelo supersónico y capacidad de lanzar una bomba atómica de caída libre, y luego, lanzar un misil nuclear, montado bajo el fuselaje central. En 1963, fue ofrecido a otros países, el gobierno de Australia buscó un reemplazo para su flota de bombarderos Canberra de la Real Fuerza Aérea Australiana, en respuesta a la compra de la Fuerza Aérea de Indonesia de aviones bombarderos Tupolev Tu-16 a la Unión Soviética.
Dassault presentó la propuesta de una versión del Mirage IV con nuevos motores Rolls-Royce Avon de Inglaterra, se consideró seriamente la compra del Mirage IV en 1961, antes de decidirse finalmente por el nuevo bombardero supersónico bimotor General Dynamics F-111 Aardvark de Estados Unidos.
En abril de 1965, el gobierno británico canceló el proyecto del avión supersónico BAC TSR-2. En respuesta, Dassault y la British Aircraft Corporation (BAC) propuso una versión modificada del Mirage IV como un reemplazo, conocido como el Mirage IVS (S para Spey) podría utilizar dos de los más potentes motores Rolls-Royce Spey turboventilador con un total de 41.700 libras de empuje, era más grande y pesado, y podría utilizar la aviónica previstas para el diseño original del TSR-2, con el nuevo radar Antilope francés. 
A pesar de que serían diseñados por Dassault, la producción podría ser llevada a cabo conjuntamente entre Dassault y los subcontratistas de Inglaterra; el ala, parte del fuselaje y la cola, en Francia y la empresa British Aircraft Corporation BAC (fuselaje delantero y trasero), en Inglaterra; el lugar del montaje final no se determinó antes de que esta propuesta fuera rechazada, pero ayudó al desarrollo del avión de pasajeros Concorde, más grande, pesado y de 4 motores de turbina, al demostrar que si existía la posibilidad de un trabajo conjunto entre las empresas de Inglaterra y Francia, para construir un avión supersónico en el futuro.

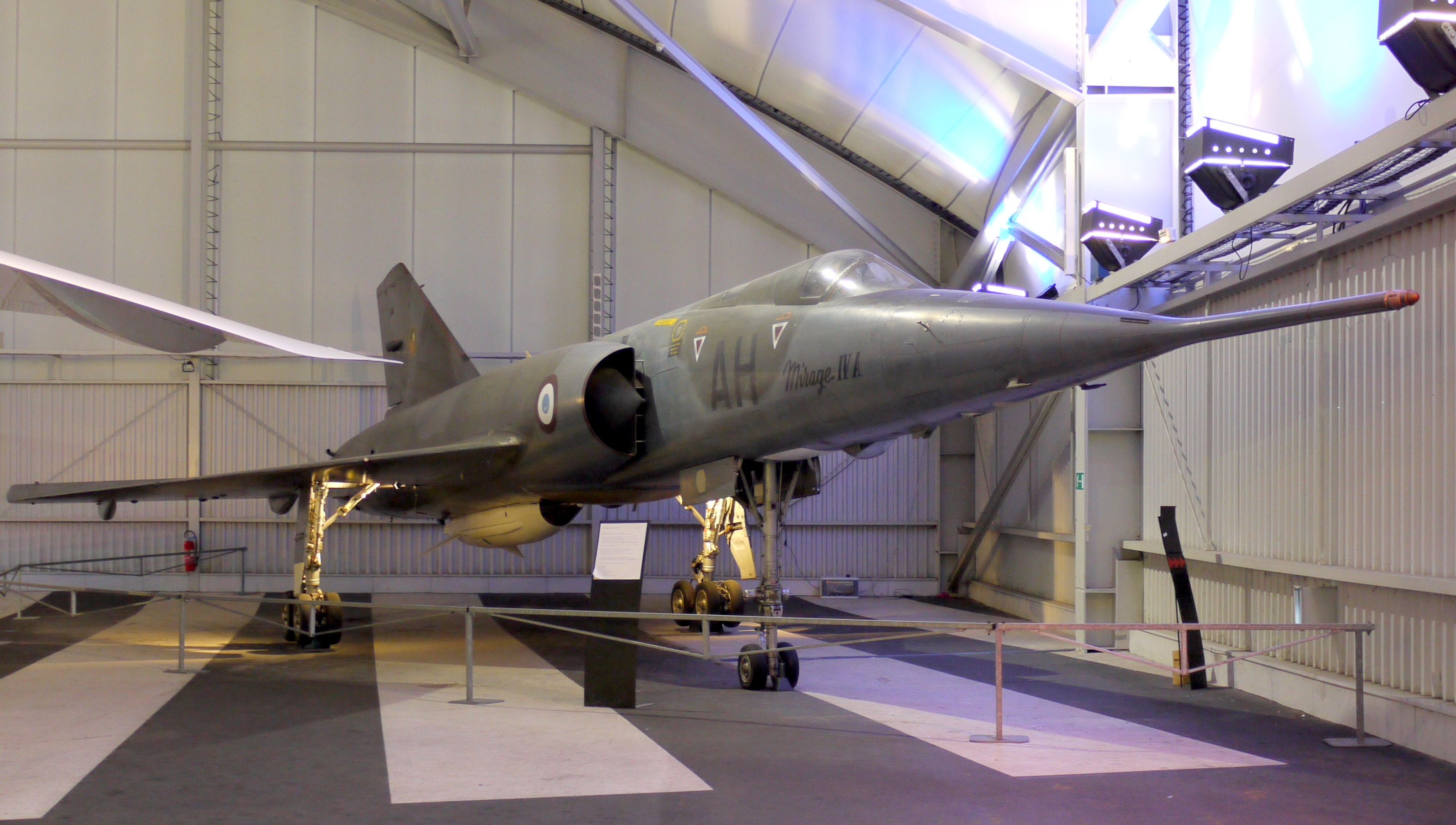
Un Mirage IV A en exhibición en un museo de Le Bourget con una bomba nuclear desarmada bajo el fuselaje central

El bombardero supersónico F-111 fue finalmente seleccionado por Inglaterra, el Mirage IV  reunió casi todos los requisitos de la Royal Air Force a excepción de la longitud necesaria para aterrizar y despegar en las bases aéreas, y superaba al bombardero F-111 en la velocidad máxima y tuvo al menos, igual rango operativo y alcance. Su costo estimado fue de 2.321 millones de libras por avión (de 50 unidades construidas) o un millón (2.067 por 110 unidades construidas), menos que el precio del bombardero F-111.
British Aircraft Corporation BAC, afirmó que la evaluación del gobierno británico en el bombardero Mirage IV fue "relativamente superficial". Sin embargo, algunos funcionarios del gobierno británico, incluido los miembros del Parlamento, Julián Risdale y Roy Jenkins, cuestionaron la capacidad del Mirage IV, para operar desde pistas de aterrizaje cortas y no estaba preparado para operar en un nivel bajo, con vuelos rasantes fácilmente, por ser diseñado con alas delta para alta velocidad y gran altitud operativa, alegando que el bombardero supersónico F-111 con alas de geometría variable, era un avión superior "en una clase propia", al poder retraer las alas para una mayor velocidad a mayor altitud operativa y extenderlas, para logar mantenerse volando a una menor velocidad y tener un mejor performance de vuelo a baja altitud, en los momentos de la aproximación final a la pista de aterrizaje, logrando aterrizar y despegar en una menor distancia.
Las empresas BAC y Dassault también esperaban vender el Mirage IV a varias naciones, como India, Israel, entre otros, pero la falta de una venta inicial a Inglaterra y la aparición del bombardero supersónico F-111, puso fin a tales posibilidades y por ser un avión muy especializado, para bombardear objetivos lejanos a los lugares defendidos. En febrero de 1964, comenzaron las entregas de los primeros Mirage IV a la Fuerza Aérea francesa, con la primera escuadra francesa del Mirage IV, como bombardeo estratégico operativo. El nuevo y sorprendente Mirage IV como fuerza de bombarderos, enteramente constituido, consistió en tres alas. Estas alas de combate, estaba cada uno dividido en tres escuadrones de bombarderos, cada uno con cuatro bombarderos Mirage IV, y cada uno implementado en una base aérea diferente, para minimizar la posibilidad de un ataque enemigo furtivo, pueda evitar destruir toda la fuerza de bombarderos. Estos escuadrones fueron los siguientes:
1/91 'Gascogne ", basado en Mont de Marsan
2/91 'Bretagne' con sede en Cazaux
1/93 "Guyena", basada en Istres
2/93 "Cevennes" basado en el Orange
1/94 "Bourbonnais" con sede en Avord
2/94 'Marne' con sede en St-Dizier
3/94 'Arbois "basado en Luxeuil
3/91 "de Beauvais", basado en Creil
3/93 "Sambre", basado en Cambrai
Después del establecimiento de su propia fuerza de disuasión (la Fuerza de Dissuassion, más comúnmente conocida como la Fuerza de frappe, Francia se retiró de la estructura de mando militar de la OTAN en 1966, para tener más independencia en su defensa, pero colaborando con la utilización de sus bases aéreas si es que la OTAN las necesitaba en el futuro, para la defensa de Europa.
Los objetivos principales de la fuerza de nuevos bombarderos Mirage IV, que eran los más modernos bombarderos de la época, fueron las principales ciudades soviéticas y las bases militares en el Este de Europa. Con el sistema de reabastecimiento de combustible en vuelo, el avión era capaz de atacar a Moscú, Murmansk o cualquiera de las ciudades de Ucrania y de Europa oriental, operando desde las bases aéreas francesas. Con el fin de abastecerse de combustible de la flota de Mirage IV, Francia compró 14 aviones cisterna (12 más 2 de repuesto) Boeing KC-135 Stratotanker de Estados Unidos.
Los bombarderos estratégicos Mirage IV también suelen funcionar en pares, con un avión que transportaba un arma y el otro avión, con un tanque de combustible externo, para operar como un compañero de reabastecimiento de combustible en vuelo, que permite abastecer con combustible de sus tanques internos, a su compañero en el camino a la meta del objetivo seleccionado para su ataque, pero algunas fuentes afirman que algunos de los perfiles de esta misión prevista, en realidad eran de un solo sentido, con el equipo de aviones bombarderos sin tener la oportunidad de regresar después de bombardear una ciudad soviética.
Inicialmente, el perfil de ataque de vuelo básico del ala de combate del Mirage IV, era del tipo misión de combate "alto-alto-alto" a una velocidad de Mach 1,85, casi el doble de la velocidad del sonido, atacar objetivos enemigos en hasta un radio máximo de 3.500 km (2.175 millas), de la base aérea donde podían despegar. A finales de 1960, cuando la amenaza de nuevos misiles de defensa Tierra-aire a gran altura de vuelo de la Unión Soviética, eran muy peligrosos, el Mirage IV fue modificado para poder operar en misiones de penetración a baja altura y evitar ser detectados por las señales del radar enemigo. Volando a baja altura, la velocidad de ataque máxima se redujo a 1.100 km / h (680 mph) y el radio de combate también se redujo, por la mayor resistencia del aire a baja altitud, donde el aire es más denso, húmedo y pesado.
En la década de 1970, estaba claro que la vulnerabilidad del bombardero Mirage IV a los nuevos sistemas de defensa aérea (incluso en los de bajo nivel de vuelo) de la Unión Soviética y los países de Europa oriental, hizo la entrega de bombas de gravedad, como el AN-11 o AN 22 poco práctico. A medida que la función disuasoria de un ataque aéreo, se pasó a la tierra, a base de misiles, de submarinos y misiles IRBM de base en tierra, un ala del Mirage IV se retiró en 1976, mientras que en 1979, en respuesta, a la eficacia decreciente de las bombas de caída libre, utilizado tanto por sus fuerzas nucleares estratégicas y tácticas, los franceses comenzaron el desarrollo de los nuevos misiles nucleares ASMP stand-off, con un alcance de hasta 400 km (250 millas) y una carga única de 150 o 300 kt de ojiva nuclear en el cono del misil. Dieciocho Mirage IV fueron modificados para portar el nuevo misil armado con una ojiva nuclear bajo el fuselaje central, y dos grandes tanques externos de combustible bajo las alas, para aumentar su alcance operativo como la configuración de ataque más moderna, en lugar de bombas de caída libre y recibió la nueva designación de Mirage IVP (penetración).
El primer bombardero estratégico, convertido en avión misilero Mirage IVP voló el 12 de octubre de 1982 y entró en servicio el 1 de mayo de 1986. Esta variante podría llevar cualquier arma montada en un solo misil o dentro de un "Pod de reconocimiento" bajo la línea central del fuselaje, en forma similar al bombardero supersónico en ala delta Convair B-58 Hustler de Estados Unidos, que ya había sido retirado de servicio en occidente. Cuando el Mirage IVP entró en servicio con el ala de combate EB 1/91 y EB 2/91 (seis bombarderos por escuadrón) en 1986, todos los demás escuadrones del anterior modelo Mirage IV se disolvieron. Estos modelos del avión se conservaron y almacenaron en Bordeaux Mérignac, donde finalmente fueron demolidos en 1997.
En 1996, la misión nuclear del bombardero supersónico Mirage IVP, fue trasladado al nuevo caza ligero Mirage 2000 N. El escuadrón EB 2/91 se disolvió y EB 1/91 fue redesignado Escadro de Reconocimiento Stratégique (Escuadrón de Reconocimiento Estratégico), con los 12 restantes y últimos aviones Mirage IVP, en el papel de avión de reconocimiento de gran altitud para ofrecer inteligencia en caso de una invasión al país y ordenar el ataque a los aviones caza bombarderos, más modernos, pequeños y ligeros.
El Mirage IVP de reconocimiento de gran altitud, ha participado en servicio activo en Bosnia, Irak, Kosovo y Afganistán. El escuadrón 1/91 de Mirage IVP, sobrevivientes del almacenamiento de Gascogne se retiró en 2005, se conservan y se almacenan en el Centro de Instrucción de las Fuerzas estratégicas, Aériennes (CIFAS) en Bordeaux Mérignac. Ellos estaban programados para ser inmediatamente sustituidos por aviones Mirage 2000N equipado con el nuevo PRNG (Pod de Reconocimiento Nouvelle Génération, Nueva Generación de Reconocimiento Pod) del sistema con el equipo de cámara digital. Sin embargo, los aviones caza 2000Ns de reconocimiento, no estaban configurados hasta el año 2007, por lo que el Armée de l'Air's F1CRs Mirage están llevando a cabo todas las misiones de reconocimiento aéreo en el tiempo ínterin, antes de ser retirados definitivamente por su alto costo de manteneros operativos.
El Mirage IV había sido popular entre sus tripulaciones, lo que les resulta agradable para volar a pesar de sus sistemas anticuados y la cabina en general, incómodo, y necesitaba poco mantenimiento, teniendo en cuenta su edad y complejidad, pilotos de la Real Fuerza Aérea que volaron el Mirage IV en la base aérea de Mont de Marsan durante su evaluación para el proyecto de variante de Mirage IV quedaron "favorablemente impresionados" con su nivel de rendimiento, al poder despegar con cohetes bajo el fuselaje central y tener mejor performance de vuelo a baja altitud, simulando misiones de penetración profunda sobre territorio enemigo, volando bajo sobre los campos de Francia, para no ser detectados por los radares, es una atracción en los festivales aéreos de París Salón Internacional de la Aeronáutica y el Espacio de París-Le Bourget por todos sus años al servicio de Francia.
No se construyeron más modelos en serie por la aparición de nuevos misiles tácticos transportados en fragatas y submarinos de la Armada de Francia, que demostraron ser más económicos de producir y operar, y servían para mantener la misma disuasión nuclear y capacidad de atacar ciudades en la Unión Soviética, base smilitares y objetivos en Europa del Este, que un avión bombardero totalmente operativo estacionado en las bases militares, que podía ser interceptado y perdido en combate. Fue reemplazado recientemente, por el nuevo caza multipropósito bimotor Dassault Rafale con capacidad para transportar un misil armado con una ojiva nuclear, y mantener la capacidad de represalia nuclear de Francia, que puede alcanzar los mismos objetivos enemigos, para los que fue diseñado inicialmente el Mirage IV durante la guerra fría, con misiones de ataque profundo sobre territorio enemigo, volando a baja altitud y aumentando su alcance en combate, con el sistema de repostaje aéreo de combustible.

## Especificaciones (Mirage IV A)
Referencia datos: http://www.globalaircraft.org/planes/dassault_mirage_iv.pl

### Características generales
- Tripulación: 2 (piloto y navegante)
- Longitud: 23,5 m (77,1 ft)
- Envergadura: 11,8 m (38,8 ft)
- Altura: 5,7 m (18,5 ft)
- Superficie alar: 78 m² (839,6 ft²)
- Peso vacío: 14 500 kg (31 958 lb)
- Peso cargado: 31 600 kg (69 646,4 lb)
- Peso máximo al despegue: 33 475 kg (73 778,9 lb)
- Planta motriz: 2× Turborreactor SNECMA Atar 9K-50.
  - Empuje normal: 49,6 kN (5061 kgf; 11 157 lbf) de empuje cada uno.
  - Empuje con postquemador: 70,6 kN (7200 kgf; 15 874 lbf) de empuje cada uno.

### Rendimiento
- Velocidad máxima operativa (Vno): 2350 km/h (1460 MPH; 1269 kt) Mach 2.2 a 13.000 metros.
- Velocidad crucero (Vc): 900 km/h (559 MPH; 486 kt)
- Alcance: 1240 km (670 nmi; 771 mi)
- Alcance en ferry: 4000 m (13 123 ft)
- Techo de vuelo: 18 000 m (59 055 ft)
- Régimen de ascenso: 43,1 m/s (8484 ft/min)
- Carga alar: 405 kg/m² (83 lb/ft²)
- Empuje/peso: 0.46

### Armamento
- Puntos de anclaje: 5 (4 subalares y 1 bajo el fuselaje) con una capacidad de 7.250 kg, para cargar una combinación de:  
  - Bombas: 

  - Bombas nucleares
    - 1 x AN-11
    - 1 x AN-21
    - 1 x AN-22

  - Misiles: 

    - 1 x ASMP
    - 4 x AS-37 Martel

### Aviónica
- Radar de navegación Thomson-CSF
- Navegación Doppler
- Pod de sensores CT-52 para reconocimiento estratégico.
- Asiento ejectable Martin-Baker BM4
- Contramedidas electrónicas.

### Desarrollos relacionados
- Dassault Mirage III
- Dassault Mirage 4000

### Aeronaves similares
- BAC TSR-2

- Republic F-105 Thunderchief
- Convair F-106 Delta Dart
- General Dynamics F-111
- Rockwell B-1 Lancer
- Tupolev Tu-22
- Miasíshchev M-4
- Myasishchev M-50
- Túpolev Tu-160
- Avro Canada CF-105 Arrow

### Secuencias de designación
- Mirage III - Mirage IV - Mirage 5 - Mirage F1 - Mirage G/G4/G8 - Mirage 2000 - Mirage 4000 -